# Сараева, Анна Александровна
Анна Александровна Сараева (род. 1 ноября 1978, Куйбышевская область) — российская самбистка и дзюдоистка, чемпионка и призёр чемпионатов России по дзюдо, призёр чемпионата Европы по дзюдо, чемпионка Европы по самбо, Заслуженный мастер спорта России по самбо и дзюдо, тренер по дзюдо, депутат Думы городского округа Самара VI и VII созывов.

## Биография
Член сборной команды страны с 1995 по 2003 года. Участница летних Олимпийских игр 2000 года в Сиднее. В первой схватке уступила итальянской спортсменке Дженифер Галь. В утешительном поединке Сараева проиграла дзюдоистке из Бразилии Вании Исии и выбыла из дальнейшей борьбы.
В 2006 году окончила Московский экономико-финансовый институт по специальности «Менеджмент организации», квалификация – «менеджер». В 2010 году закончила «Поволжскую государственную социально-гуманитарную академию» по специальности «Физическая культура», квалификация – «Педагог по физической культуре», кандидат педагогических наук.
С 2006 года тренер ФГОУ «Государственного училища олимпийского резерва». С 2017 года президент АНО «Спортивный клуб дзюдо Анны Сараевой».
В 2015 году избрана депутатом Совета депутатов Железнодорожного района Самары I созыва и Думы городского округа Самара VI созыва. В 2020 году переизбрана депутатом Совета депутатов Советского района Самары II созыва и Думы городского округа Самара VII созыва.

## Известные воспитанницы
- Крюкова, Ольга Владимировна (1995) — призёр чемпионатов России по самбо, Заслуженный мастер спорта России по универсальному бою;
- Костенко, Валентина Юрьевна (1993) — призёр чемпионатов России по дзюдо, мастер спорта России.

## Спортивные результаты
- Чемпионат России по дзюдо 1997 года — ;
- Чемпионат России по дзюдо 1998 года — ;
- Чемпионат России по дзюдо 1999 года — ;
- Чемпионат России по дзюдо 2000 года — ;
- Чемпионат России по дзюдо 2001 года — ;
- Чемпионат России по дзюдо 2002 года — ;
- Чемпионат России по дзюдо 2003 года — ;